# Mùa bão ở châu Âu 2022-23
Mùa bão ở châu Âu 2022–2023 là lần thứ tám về đặt tên bão và dự báo bão tại châu Âu theo mùa bão. Đây là mùa thứ tư mà Hà Lan sẽ tham gia, cùng với các cơ quan khí tượng của Ireland và Vương quốc Anh (Nhóm phía Tây). Tên bão của mùa mới được phát hành vào ngày 1 tháng 9 năm 2021. Các cơn bão xảy ra cho đến ngày 31 tháng 8 năm 2022 sẽ được đưa vào phần này. Các cơ quan khí tượng Bồ Đào Nha, Tây Ban Nha, Pháp và Bỉ cũng sẽ cộng tác với sự tham gia của cơ quan khí tượng Luxembourg (Nhóm Tây Nam). Đây là mùa bão thứ hai mà Hy Lạp, Israel và Síp (nhóm Đông Địa Trung Hải) đặt tên cho các cơn bão ảnh hưởng đến khu vực của họ. Đây cũng là mùa bão thứ hai có sự tham gia Ý, Slovenia, Croatia, Montenegro, Bắc Macedonia và Malta (Nhóm Trung Địa Trung Hải) và sự tham gia không chính thức của nhóm Đan Mạch, Na Uy, Thụy Điển (Nhóm Bắc Âu).

## Danh sách bão

### Bão Hannelore (Jan)
Bão Hannelore được đặt tên ngày 19 tháng 1, 2023. Bão tan vào ngày 28 tháng 1. Theo Tổ chức Khai thác Vệ tinh Khí tượng châu Âu (EUMETSAT), bão Hannelore là một cơn bão nhiệt đới Địa Trung Hải.

### Bão Hans
Bão Hans được hình thành bởi sự hợp nhất của hai cơn bão Petar và Antoni.

### Bão Daniel
Bão Daniel là cơn bão Địa Trung Hải gây thiệt hại lớn nhất trong lịch sử từ trước đến nay.

## Tên bão

### Anh, Ireland, Hà Lan đặt tên[4]
| - Antoni - Betty - Cillian (chưa sử dụng) - Daisy (chưa sử dụng) - Elliot (chưa sử dụng) - Fleur (chưa sử dụng) - Glen (chưa sử dụng) | - Hendrika (chưa sử dụng) - Íde (chưa sử dụng) - Johanna (chưa sử dụng) - Khalid (chưa sử dụng) - Loes (chưa sử dụng) - Mark (chưa sử dụng) - Nelly (chưa sử dụng) | - Owain (chưa sử dụng) - Priya (chưa sử dụng) - Ruadhán (chưa sử dụng) - Sam (chưa sử dụng) - Tobias (chưa sử dụng) - Val (chưa sử dụng) - Wouter (chưa sử dụng) |

### Pháp, Tây Ban Nha, Bồ Đào Nha, Bỉ, Luxembourg đặt tên[5]
| - Armand - Beatrice - Cláudio - Denise - Efrain - Fien - Gérard | - Hannelore - Isaack - Juliette - Kamiel - Larisa - Mathis - Noa | - Oscar - Patrícia - Rafael (chưa sử dụng) - Sarah (chưa sử dụng) - Tiago (chưa sử dụng) - Valerie (chưa sử dụng) - Waid (chưa sử dụng) |

### Hy Lạp, Síp, Israel đặt tên[6]
| - Ariel - Barbarra - Cleon (sóng nhiệt) - Daniel - Elias - Fedra (chưa sử dụng) - Guy (chưa sử dụng) | - Helena (chưa sử dụng) - Ionas (chưa sử dụng) - Jasmin (chưa sử dụng) - Kyros (chưa sử dụng) - Lahesis (chưa sử dụng) - Moses (chưa sử dụng) - Naias (chưa sử dụng) | - Orpheas (chưa sử dụng) - Pnina (chưa sử dụng) - Rigena (chưa sử dụng) - Shmuel (chưa sử dụng) - Talia (chưa sử dụng) - Uranos (chưa sử dụng) - Vered (chưa sử dụng) | - Xanthia (chưa sử dụng) - Zoe (chưa sử dụng) |

### Đan Mạch, Na Uy, Thuỵ Điển đặt tên
- Otto
- Hans

### Ý, Slovenia, Croatia, Montenegro, Bắc Macedonia, Malta đặt tên[7]
| - Ana - Bogdan - Clio - Dino - Eva - Fobos - Gaia | - Helios - Ilina - Leon - Minerva - Nino - Olga - Petar | - Rea - Silvan (chưa sử dụng) - Talia (chưa sử dụng) - Ugo (chưa sử dụng) - Vesta (chưa sử dụng) - Zenon (chưa sử dụng) - Vered (chưa sử dụng) |

### Bão đi từ Bắc Đại Tây Dương sang
| - Danielle - Martin |